# 柿沼唯
柿沼 唯（かきぬま ゆい、1961年12月28日 - ）は、日本の作曲家。1986年、東京芸術大学卒。

## 略歴
東京芸術大学では、作曲を松村禎三に師事。尺八、能楽、雅楽など日本の伝統音楽やガムラン、インド音楽などに興味をもち、それらの基本的な演奏法を学ぶ。1986年、「交響的瞑想曲」が日本交響楽振興財団作曲賞に入選。
1988年、「オーボエとハープ、２つのチェロのための〈セレナード〉」が武満徹主催の「今日の音楽 作曲賞」第2位に入賞し、この頃から約8年間、武満徹のアシスタントを務める。1991年、「オーケストラのための〈アリオーソ〉」で第1回出光音楽賞を受賞。

## 主な作品
- ペオニア（1989年、高橋アキ委嘱）
- エントランス（1992年、東京フィルハーモニー交響楽団委嘱）
- 尺八・ヴァイオリンと弦楽合奏のための〈桜に寄す〉（1999年、英国室内管弦楽団委嘱）